# BBC African Footballer of the Year
Il premio BBC African Footballer of the Year è conferito annualmente al miglior calciatore africano in base ai voti degli ascoltatori di BBC Radio.

## Albo d'oro
| Anno | Vincitore           | Squadra                  |
| ---- | ------------------- | ------------------------ |
| 2019 | Sadio Mané          | Liverpool                |
| 2018 | Mohamed Salah       | Liverpool                |
| 2017 | Mohamed Salah       | Liverpool                |
| 2016 | Riyad Mahrez        | Leicester City           |
| 2015 | Yaya Touré          | Manchester City          |
| 2014 | Yacine Brahimi      | Porto                    |
| 2013 | Yaya Touré          | Manchester City          |
| 2012 | Christopher Katongo | Henan Construction       |
| 2011 | André Ayew          | Marsiglia                |
| 2010 | Asamoah Gyan        | Sunderland               |
| 2009 | Didier Drogba       | Chelsea                  |
| 2008 | Mohamed Aboutrika   | Al-Ahly                  |
| 2007 | Emmanuel Adebayor   | Arsenal                  |
| 2006 | Michael Essien      | Chelsea                  |
| 2005 | Mohamed Barakat     | Al-Ahly                  |
| 2004 | Jay Jay Okocha      | Bolton                   |
| 2003 | Jay Jay Okocha      | Bolton                   |
| 2002 | El Hadji Diouf      | Lens / Liverpool         |
| 2001 | Samuel Kuffour      | Bayern Monaco            |
| 2000 | Patrick Mboma       | Cagliari / Parma         |
| 1999 | Nwankwo Kanu        | Arsenal                  |
| 1997 | Nwankwo Kanu        | Inter                    |
| 1996 | Emmanuel Amuneke    | Sporting CP / Barcellona |
| 1995 | George Weah         | Milan                    |
| 1994 | Zambia              |                          |
| 1993 | Kalusha Bwalya      | PSV                      |
| 1992 | Abedi Pelé          | Olympique Marsiglia      |